# Quíone (hija de Dedalión)

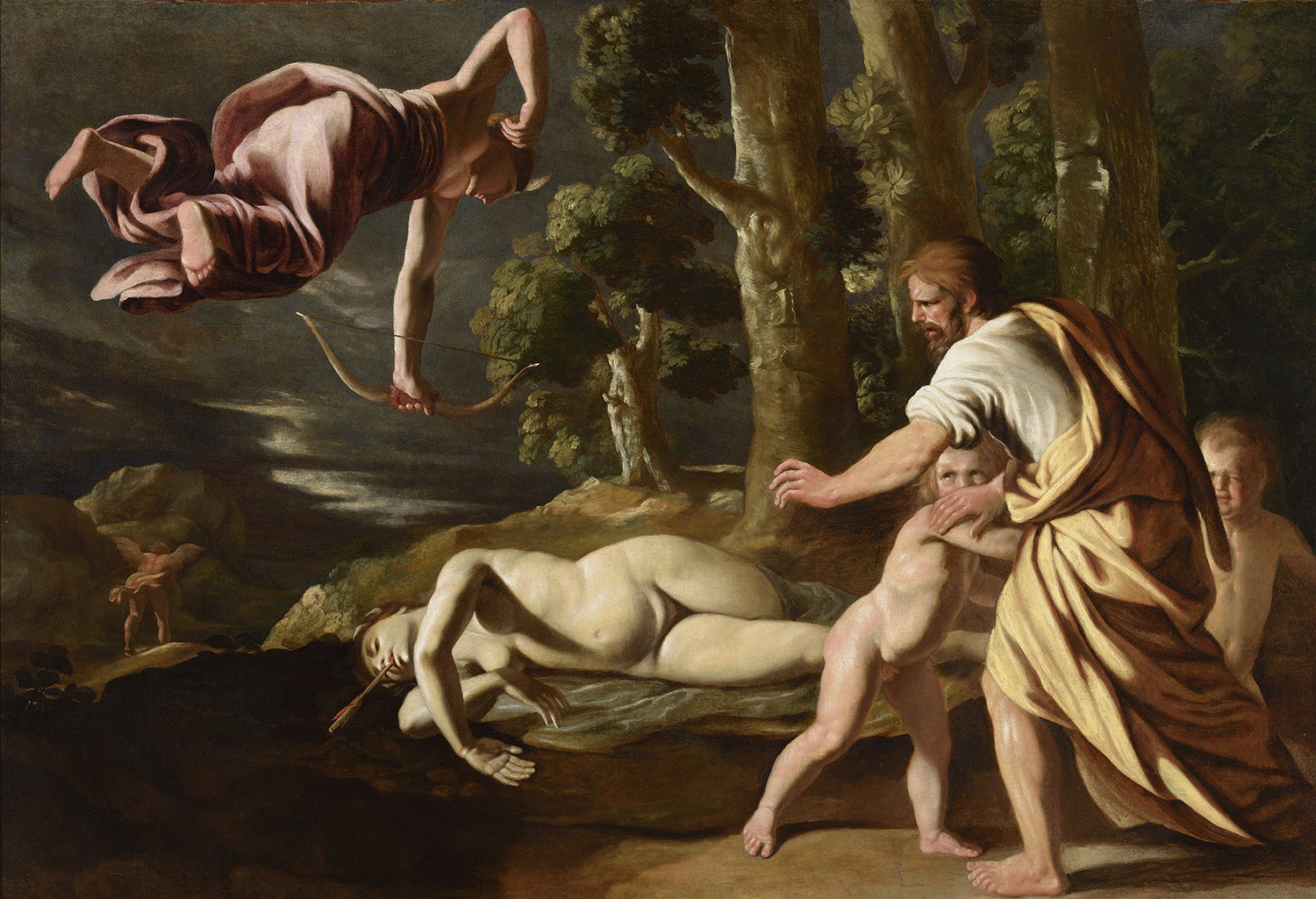
La Muerte de Quíone, por Nicolas Poussin, 1622.

En la mitología griega, Quíone (en griego Χιόνη, Chióne), también referida como Filónide, era una hija de Dedalión que tuvo un amorío con Apolo y Hermes en un mismo día.
Se dice que de Dedalión, hijo del Lucífero, nació una hija, Quíone. Esta, dotadísima de hermosura y núbil a la edad de catorce años, era rondada por mil pretendientes. Febo, al regresar de Delfos, y Hermes, al hacerlo de Cilene, la vieron a la par y sintieron una ardiente lujuria. Apolo decidió esperar a que cayera la noche, pero Hermes no tuvo tanta paciencia. Mediante el uso de la magia, hizo que Quíone cayera en un profundo sueño y procedió a violarla. Esa misma noche, Apolo también la visitó disfrazado de anciana. Como resultado de estas dos visitas divinas, Quíone dio a luz gemelos. Por Hermes dio a luz a Autólico, que se convirtió en un famoso ladrón y charlatán. Por Apolo dio a luz a Filamón, un hombre famoso tanto por su voz como por su habilidad para tañer la lira. Las atenciones no de uno, sino de dos dioses llevaron a Quíone a presumir de que su belleza superaba incluso a la de Artemisa. Para vengar este desaire personal, por no hablar de la blasfemia, Artemisa mató a Quíone lanzándole una flecha que le atravesó la lengua. Su padre, Dedalión, se sintió abrumado por el dolor a pesar de los esfuerzos de su hermano Ceix por consolarlo. En el funeral de su hija, Dedalión intentó arrojarse a la pira tres veces, pero fue retenido. Tras un cuarto intento fallido, corrió a una velocidad imposible a través de los campos y los bosques, subió a la cima del monte Parnaso y saltó. Apolo, sin embargo, se apiadó del afligido padre y lo transformó en un azor —o bien en el ave «dedalión», el gavilán—, antes de que pudiera tocar el suelo. Y ahora, el azor, para nadie lo bastante bueno, contra todas las aves se ensaña y por dolerse de otros se hace él causa de dolor.